# Rabinal Achí
Rabinal Achí é uma obra literária representativa da cultura maia pré-colombiana. Foi declarada Obra-prima do Património Oral e Imaterial da Humanidade pela UNESCO em 2005 e inscrita na lista do Património Cultural Imaterial em 2008.

## História
O nome original da obra é Xajooj Tun que significa Dança do Tambor. É um drama dinástico dos maias kek', datado do século XV, e um exemplo raro das tradições pré-hispânicas. Nele misturam-se mitos da origem do povo queqchi e as relações político-sociais do povo de Rabinal, Baja Verapaz, Guatemala, os quais são expressos por meio de máscaras, dança, teatro e música. Este drama sobreviveu na clandestinidade desde 1625 até 1856, até que o sacerdote francês Charles-Étienne Brasseur de Bourbourg procedeu à sua tradução, segundo a narração em achi de Bartolo Sis.

## Enredo e personagens
A tradição oral e escrita é representada por um grupo de personagens que aparecem num cenário que representa aldeias maias, em especial Kajyub', a capital regional dos Rabinaleb' no século XIV. A narrativa divide-se em quatro atos e trata do conflito entre duas entidades políticas importantes na região, os Rabinaleb' e os K'iche'.
Os personagens principais são dois príncipes: Rabinal Achi e K'iche' Achi. Outros personagens são o rei de Rabinaleb' Job'Toj e os seus servos Achij Mun e Ixoq Mun, que representam o homem e a mulher, Uchuch Q’uq’, esposa de Job'Toj e ainda doze guerreiros-águia e doze guerreiros-jaguar, representando os guerreiros da fortaleza de Kajyub' . K'iche' Achi é capturado e levado a julgamento por haver tentado sequestrar crianças de Rabinaleb', um delito muito grave na lei maia. 
Ao cativo é permitido despedir-se do seu povo. Antes da sua execução, é-lhe concedido dançar ao ritmo do tun com a princesa Rabinal e desfrutar de bebidas reais. 

## Representação
Desde a colonização, no século XVI, que o Rabinal Achi é representado durante a festa de Rabinal no dia 25 de Janeiro. O festival é coordenado pelos membros das confrarias, irmandades locais responsáveis por dirigir a comunidade.